# Acanthodela erythrosema
Espèce
Acanthodela erythrosema est une espèce de lépidoptère de la famille des Oecophoridae.
On le trouve en Australie.